# Southern Cross Airport
Southern Cross Airport är en flygplats i Australien. Den ligger i kommunen Yilgarn och delstaten Western Australia, omkring 340 kilometer öster om delstatshuvudstaden Perth. Southern Cross Airport ligger 354 meter över havet.
Trakten runt Southern Cross Airport är nära nog obefolkad, med mindre än två invånare per kvadratkilometer.. Närmaste större samhälle är Southern Cross, nära Southern Cross Airport. 
Omgivningarna runt Southern Cross Airport är i huvudsak ett öppet busklandskap. Genomsnittlig årsnederbörd är 339 millimeter. Den regnigaste månaden är november, med i genomsnitt 45 mm nederbörd, och den torraste är april, med 13 mm nederbörd.